# Resolució 1906 del Consell de Seguretat de les Nacions Unides
La Resolució 1906 del Consell de Seguretat de les Nacions Unides fou adoptada per unanimitat el 23 de desembre de 2009. Després de reafirmar les resolucions anteriors sobre el tema i assenyalar la situació a la República Democràtica del Congo, el Consell va decidir ampliar el mandat de la Missió de les Nacions Unides a la República Democràtica del Congo (MONUC) fins al 31 de maig de 2010. La resolució va permetre que 21.000 tropes policials i nacionals i internacionals continuessin al país.
La resolució va assignar a la missió tres tasques principals per:
(a) garantir la protecció eficaç dels civils, humanitaris i personal i instal·lacions de les Nacions Unides;
(b) dur a terme el desarmament, la desmobilització i la reintegració d'estrangers i tropes militars de la República Democràtica del Congo;
(c) donar suport als esforços del govern per millorar la seguretat i l'estabilitat del país.
El Consell també va reiterar la seva preocupació per les contínues violacions dels drets humans en les zones de conflicte i va instar al govern congolès a "protegir eficaçment a la població civil, a desenvolupar institucions de seguretat sostenibles que respectin plenament l'estat de dret i assegurin el respecte pels drets humans i la lluita contra la impunitat". Demana a l'Exèrcit de Resistència del Senyor i a les Forces Democràtiques per a l'Alliberament de Ruanda, en particular, que cessin totes les formes de violència.
El Consell va demanar al Secretari General de les Nacions Unides Ban Ki-moon que realitzés una revisió estratègica de la situació a la RD Congo i el progrés de la MONUC cap a la consecució del seu mandat, tenint en compte el marc estratègic integrat per a la presència de les Nacions Unides al país abans de l'1 d'abril de 2010. Tenint en compte això, el Consell va proposar estendre la MONUC en el futur, una vegada que s'hagi trobat maneres de protegir millor els civils.